# 의병장 안승우 묘
의병장 안승우 묘는 대한민국 경기도 양평군 양동면 석곡리에 있다. 1986년 5월 30일 양평군의 향토유적 제19호로 지정되었다.

## 개요
묘의 전면에 상석과 향로석, 망주석이 갖추어져 있고, 1970년에 건립된 묘비가 우측에 자리하고 있다. 안승우(安承禹, 1864~1896)는 조선말의 의병장으로 자는 계현(啓賢), 호는 하사(下沙), 본관은 순흥이다. 양동면 석곡리에서 출생하였다. 명성황후 시해사건 이후 이춘영과 함께 의병을 일으켜 군무도유사(軍務都有司)로 활약하였다.

## 같이 보기
- 안승우